# Princess Holiday: Korogaru ringotei sen'ya ichiya
Princess Holiday: Korogaru ringotei sen'ya ichiya (Princess Holiday 〜転がるりんご亭千夜一夜〜?) è una visual novel giapponese per adulti della August, uscita il 27 settembre 2002 per Windows. Le versioni per Dreamcast e PlayStation 2 sono invece state pubblicate dalla Alchemist.
Il gioco è stato in seguito adattato in due OAV di genere hentai dalla Lemon Heart, usciti rispettivamente il 25 marzo e il 25 maggio 2004.

## Trama
Dopo aver abbandonato la spada e aver cominciato a girare il mondo come menestrello, Cliff Cloud torna a casa dopo tre anni a causa di una lettera della sorella. Improvvisamente, Cliff incontra la principessa Leticia, in fuga dalle guardie.

## Personaggi

### Personaggi
Cliff Cloud (クリフ・クラウド?, Kurifu Kuraudo)
Il protagonista maschile, gira il mondo come menestrello ed è la prima volta che torna a casa dopo tre anni. Lui e Eleanor si sono allenati nell'uso della spada insieme con Howard, il padre di Rachel.
Leticia La Mew Symphonia (レティシア・ラ・ミュウ・シンフォニア?, Retishia Ra Myū Shinfonia)  / Leticia Apple (レティシア・アップル?, Retishia Appuru)
La principessa di Symphonia, viene salvata da Cliff mentre scappa dalle guardie. Inizia a lavorare al pub Korogaru Ringotei e usa il nome falso di Leticia Apple.
Shilphy Cloud (シルフィ・クラウド?, Shirufi Kuraudo)
La sorella minore di Cloud, si occupa della chiesa di proprietà dei genitori. Insegna anche ai bambini poveri.
Eleanor Fortworth (エレノア・フォートワース?, Erenoa Fōtowāsu)
Amica d'infanzia di Cliff e Shilphy, è la guardia di Leticia. È un'ottima spadaccina e le dispiace che Cliff abbia abbandonato l'allenamento. È molto brava nel cucito, essendo la figlia di una sarta.
Rachel Harvest (レイチェル・ハーベスト?, Reicheru Hābesuto)
Proprietaria del Korogaru Ringotei, si comporta da sorella maggiore con Cliff, Shilphy e Eleanor. Odia la nobiltà e i reali, quindi Leticia le tiene nascosta la sua identità.
Lapis Mercurius Freya (ラピス・メルクリウス・フレイア?, Rapisu Merukuriusu Fureia)
Cliente abituale del Korogaru Ringotei, vive vicino a un lago. Viene considerata una strega; sa molte cose, ma poco degli affari di cuore.
Diana Peschka Holly Eryngii (ディアナ・ペシュカ・ホリー・エリンギ?, Diana Peshuka Horī Eringi)
Figlia del primo ministro Eryngii, s'innamora a prima vista di Cliff. In seguito, comincia a lavorare al Korogaru Ringotei con Leticia.

### Secondari
Uen Morgan (ウェン・モーガン?, U~en Mōgan)
È un mercante amico di Cliff.
Howard Harvest (ハワード・ハーベスト?, Hawādo Hābesuto)
Il padre di Rachel, è il padrone del Korogaru Ringotei. La moglie è morta da cinque anni e ora gestisce l'attività con la figlia. Essendo stato uno spadaccino, ha insegnato a Cliff e Eleanor a usare la spada.
Wozeru Haizen De Symphonia (ウォーゼル・ハイゼン・ド・シンフォニア?, U~ōzeru Haizen Do Shinfonia)
Il re e padre di Leticia, in origine il trono doveva andare al fratello deceduto della ragazza. La moglie, Selene La Mew Symphonia, era una plebea.
Matona Dada Mushroom (マトナゥ・ダダ・マッシュルーム?, Matona~u Dada Masshurūmu)
Un ministro, guarda le persone dall'alto in basso ed è il proprietario del terreno su cui sorge il Korogaru Ringotei.
Duminas Peschka Holly Eryngii (デュミナス・ペシュカ・ホリー・エリンギ?, De~yuminasu Peshuka Horī Eringi)
È il primo ministro e padre di Diana.
Shadowmoon (シャドームーン?, Shadōmūn)
È un bandito che ruba ai ricchi e per questo è ammirato dal popolo.
Peer (ピア?, Pia)
La gattina di Lapis, porta un fiocco rosso al collo.

## Colonna sonora
La sigla iniziale è Niji no kanata e (虹の彼方へ? lett. "Al di là dell'arcobaleno"), mentre quella finale è Kokorokara tsuzuku mirai: My fate (心から続く未来 〜My fate〜? lett. "Seguendo sinceramente il mio futuro: Il mio destino"), entrambe cantate da Kanon Torii. La seconda sigla finale si intitola What the... (radio edit) ed è cantata da Loopcube.
Per l'OAV è stata mantenuta la opening del videogioco, mentre la sigla finale è Beloved you, sempre cantata da Kanon Torii.